# El-Ihlas
El-Ihlas (arap. سورة الإخلاص - Iskrenost), poznata i kao Et-Tevhid (arap. سورة التوحيد - Jednoboštvo), jeste 112. sura u Kur'anu. Ona je kratka deklaracija tevhida (apsolutne Božje jednoće) i sastoji se od 4 ajeta.
Postoje razilaženja oko toga da li je ova sura mekanska ili medinska. Izgleda da je ovo prvo verovatnije, naročito zbog toga što se čini da je Bilal aludirao na nju govoreći "Ehad! Ehad!" ("Jedan! Jedan!", misleći pod tim na Allaha) kad ga je njegov okrutni vlasnik mučio. Prenosi se od Ubejja ibn Ka'ba da je objavljena nakon što su mnogobošci zatražili: "O, Muhamede! Reci nam rodoslov tvoga Gospodara!"

## Tekst sure na arapskom i transliteracija
بسم الله الرحمن الرحيم

1. قُلْ هُوَ اللَّهُ أَحَدٌ
2. اللَّهُ الصَّمَدُ
3. لَمْ يَلِدْ وَلَمْ يُولَدْ
4. وَلَمْ يَكُن لَّهُ كُفُوًا أَحَدٌ

Transliteracija:

Bismillāhir-rahmānir-rahīm

1. Kul huvallāhu ehad

2. Allāhus-samed

3. Lem jelid ve lem jūled

4. Ve lem jekul-lehū kufuven ehad

## Prevodi

### Korkutov
U ime Allaha, Milostivog, Samilosnog
1. Reci: "On je Allah - Jedan!
2. Allah je Utočište svakom!
3. Nije rodio i rođen nije,
4. i niko Mu ravan nije!"[1]

### Mlivin
1. Reci: "On, Allah, je Jedan!
2. Allah je Apsolutni!
3. Ne rađa i nije rođen,
4. I ravan Mu nije niko!"[2]

## Objašnjenje Bismille
Arapski: بِسْمِ اللّهِ الرَّحْمـَنِ الرَّحِيم 
 
Transliteracija: Bismillāhir-raḥmānir-raḥīm

Prevod: U ime Allaha, Milostivog, Samilosnog
Ova sura, kao i sve druge, osim sure Et-Tevba, počinje ovim rečima, tj. Bismillom, koja nije deo nijedne sure i ne računa se u broj ajeta, osim u slučaju El-Fatihe. Ipak, ona se piše na početku svake sure (osim Et-Tevbe) u svim štampanim primercima Kur'ana (mushafima) budući da je u Kur'anu naređeno da se pre učenja Kur'ana pomene Allahovo ime.

## Hadisikoji se odnose na ovu suru
Prema hadisima, sura El-Ihlas ima posebnu vrednost.
- Imam Malik ibn Enes rekao je da je Ubejd ibn Hunejn čuo Ebu-Hurejru da kaže: "Išao sam s Poslanikom a. s. i čuli smo čoveka kako uči 'Reci: "On je Allah - Jedan!' Poslanik s. a. w. s. reče: 'Neibežan je.' Upitao sam: 'Šta, Božji poslaniče?' Odgovorio je: 'Džennet'."
- Said ibn Zejd rekao je da je čuo Poslanika a. s. da kaže ashabima: "Zar nije svaki od vas u stanju da prouči trećinu Kur'ana u jednoj noći?" Pošto im je to izgledalo teško, oni rekoše: "A ko je to od nas u stanju, o, Allahov Poslaniče?" A on im odgovori: "Kul huvallahu ehad - to je trećina Kur'ana".
- Aiša r. a. pripoveda da je Allahov Poslanik a. s. uputio izvidnicu i odredio im za zapovednika čoveka koji ih je predvodio u namazu. Kad je klanjao, posle svake sure, na svakom rekatu, učio je suru El-Ihlas. Vrativši se u Medinu, to su ashabi preneli Poslaniku a. s. i on im je rekao da ga upitaju zbog čega je to činio. Čovek im je odgovorio: "Zbog toga što sura El-Ihlas govori o Allahu, pa volim da je učim." Poslanik a. s. reče: "Obavestite ga da ga Allah voli" (hadis beleže Buharija i Muslim).
- U verodostojnom hadisu se kaže: "Proučite Kul huvallahu ehad i El-Mu'avvizetejn (sure El-Felek i En-Nas) tri puta ujutro i naveče i biće vam dovoljne za zaštitu od svakog zla" (hadis beleži Tirmizi, a verodostojnim ga je ocenio šejh Albani)[3]
- Aiša r. a. pripoveda: "Kad god bi se Poslanik a. s. razboleo, učio bi El-Mu'avvizetejn i zatim dunuo po svom telu. Kad je postao ozbiljno bolestan, običavala sam da učim ove 2 sure i da trljam njegovim rukama po njegovom telu nadajući se blagodati." (Buharija, tom 6, knjiga 6, br. 535)
- Aiša r. a. takođe pripoveda: "Kad bi Poslanik a. s. pošao da spava, duvao bi u svoje ruke uz učenje sura Kul huvallahu ehad i El-Mua'vvizetejn, zatim bi se potrao po licu i po čitavom telu dokle je mogao da dohvati."

## Poslušajte ovu suru
- Učač: Muhammed Ejjub
- Učač: Abdurrahman Es-Sudejs

## Spoljašnje veze
- 3 prevoda na Project Gutenberg
- Sura El-Ihlas s audiozapisom